# João Diogo Serpa Meira
João Diogo Serpa Meira (* 30. April 1987 in Setúbal) ist ein portugiesischer Fußballspieler.
Der Abwehrspieler begann seine Karriere in der zweiten Mannschaft von Vitória Setúbal. 2007 wechselte er zum Viertligisten Cova Piedade. 2008 ging er zum CD Mafra in die dritte Liga und 2009 zum Atlético CP. Mit dem Klub schaffte er 2011 den Aufstieg in die Segunda Liga. Nach einem positiven Dopingtest wurde er 2012 für acht Monate gesperrt. Im Sommer 2012 wechselte er zum Liga-Konkurrenten Belenenses Lissabon, mit dem er 2013 in die Primeira Liga aufstieg.